# La Hermosura
La Hermosura är en ort i Mexiko.   Den ligger i kommunen Techaluta de Montenegro och delstaten Jalisco, i den centrala delen av landet, 500 km väster om huvudstaden Mexico City. La Hermosura ligger 2 373 meter över havet och antalet invånare är 135.
Terrängen runt La Hermosura är huvudsakligen kuperad, men söderut är den bergig. Runt La Hermosura är det ganska glesbefolkat, med 34 invånare per kvadratkilometer. Närmaste större samhälle är Zacoalco de Torres, 13,2 km norr om La Hermosura. I omgivningarna runt La Hermosura växer huvudsakligen savannskog.